# Rhachidosorus
Rhachidosorus Ching è un genere di piante dell'ordine Polypodiales, unico genere della famiglia Rhachidosoraceae X.C.Zhang.

## Descrizione
Le felci del genere Rhachidosorus sono piante terrestri o epilitiche, sempreverdi, di medie dimensioni. Presentano un rizoma che può essere eretto o strisciante e fronde pennate lunghe fino a 2 m. I sori sono lineari o leggermente lunati, solitamente disposti in una linea per lobo delle pinnule. I sori e gli indusi sono simili, inizialmente i colore grigio pallido o grigio-verde, poi per lo più marrone chiaro.

## Tassonomia
Il genere comprende le seguenti specie:
- Rhachidosorus consimilis Ching
- Rhachidosorus mesosorus (Makino) Ching
- Rhachidosorus pulcher (Tagawa) Ching
- Rhachidosorus siamensis S.Linds.
- Rhachidosorus stramineus (Copel.) Ching
- Rhachidosorus truncatus Ching